# Faustball-Europameisterschaft der Frauen 2013

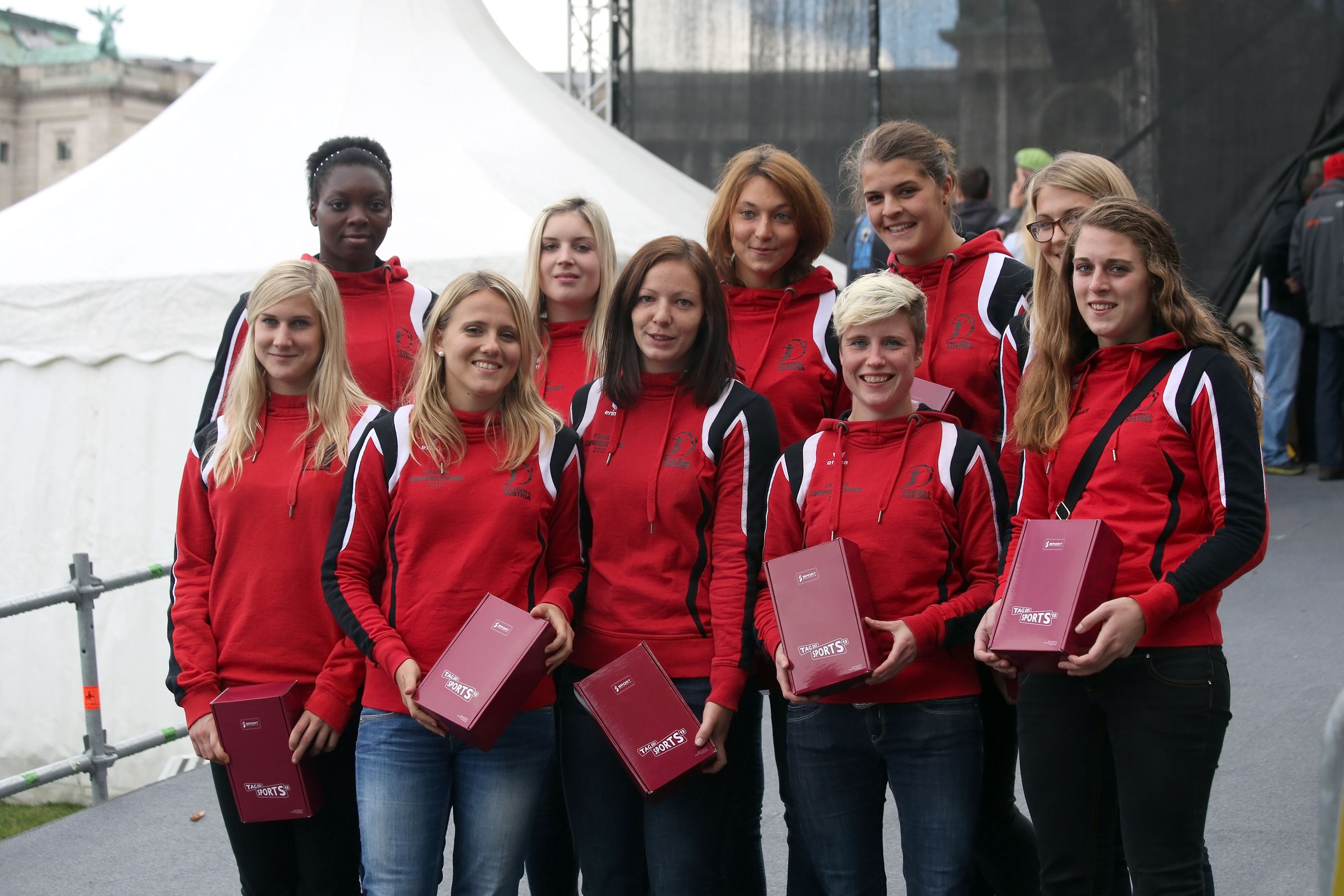
Das österreichische Team

Die 14. Faustball-Europameisterschaft der Frauen fand 2013 in Lázně Bohdaneč (Tschechien) gleichzeitig mit der Europameisterschaft 2013 für U21-Mannschaften statt. Tschechien war zum zweiten Mal nach 1996 Ausrichter der Faustball-Europameisterschaft der Frauen. Das Team von Österreich gewann das Turnier nach einem 3:2-Sieg über Deutschland zum dritten Mal in Serie.

## Teilnehmer
Von den europäischen Mitgliedsnationen der International Fistball Association nahmen 2013 fünf Nationen an den Europameisterschaften der Frauen in Lázně Bohdaneč teil.
- Deutschland
- Italien
- Österreich (Titelverteidiger)
- Schweiz
- Tschechien (Gastgeber)

## Vorrunde
| Rang | Team        | Sätze | Ballverh. | Punkte |
| ---- | ----------- | ----- | --------- | ------ |
| 1.   | Österreich  | 8:1   | 94:65     | 8      |
| 2.   | Deutschland | 6:3   | 90:86     | 6      |
| 3.   | Schweiz     | 6:4   | 100:70    | 4      |
| 4.   | Italien     | 2:6   | 57:79     | 2      |
| 5.   | Tschechien  | 0:8   | 29:88     | 0      |

Spielergebnisse
| 23.08.2013 | Schweiz     | – | Tschechien  | 2:0 | (11:3, 11:1)        |
| 23.08.2013 | Deutschland | – | Italien     | 2:0 | (11:6, 11:6)        |
| 23.08.2013 | Schweiz     | – | Italien     | 2:0 | (11:5, 11:3)        |
| 23.08.2013 | Österreich  | – | Tschechien  | 2:0 | (11:0, 11:4)        |
| 23.08.2013 | Schweiz     | – | Österreich  | 1:2 | (8:11, 11:4, 11:13) |
| 23.08.2013 | Deutschland | – | Tschechien  | 2:0 | (11:5, 11:3)        |
| 23.08.2013 | Österreich  | – | Deutschland | 2:0 | (11:8, 11:8)        |
| 23.08.2013 | Italien     | – | Tschechien  | 2:0 | (11:6, 11:7)        |
| 23.08.2013 | Schweiz     | – | Deutschland | 1:2 | (11:8, 7:11, 8:11)  |
| 23.08.2013 | Österreich  | – | Italien     | 2:0 | (11:8, 11:7)        |

## Qualifikationsspiel für das Spiel um Platz 3
| 24.08.2013 | Italien | – | Tschechien | 3:0 | (11:7, 11:8, 11:8) |

## Halbfinale
| 24.08.2013 | Deutschland | – | Schweiz | 3:0 | (11:7, 11:9, 11:7) |

## Platzierungs- und Finalspiele
| Spiel um Platz 3 | Spiel um Platz 3 | Spiel um Platz 3 | Spiel um Platz 3 | Spiel um Platz 3 | Spiel um Platz 3                | Spiel um Platz 3 | Spiel um Platz 3 |
| ---------------- | ---------------- | ---------------- | ---------------- | ---------------- | ------------------------------- | ---------------- | ---------------- |
| 24.08.2013       | Schweiz          | –                | Italien          | 3:0              | (11:5, 11:6, 11:6)              |                  |                  |
| Finale           |                  |                  |                  |                  |                                 |                  |                  |
| 24.08.2013       | Österreich       | –                | Deutschland      | 3:2              | (11:9, 11:8, 10:12, 5:11, 11:4) |                  |                  |

## Endergebnis
| Platz | Land        | Flagge      | Code |
| ----- | ----------- | ----------- | ---- |
| 1.    | Österreich  | Osterreich  | AUT  |
| 2.    | Deutschland | Deutschland | GER  |
| 3.    | Schweiz     | Schweiz     | SUI  |
| 4.    | Italien     | Italien     | ITA  |
| 5.    | Tschechien  | Tschechien  | CZE  |